# ダレン・クラーク
ダレン・クラーク（Darren Clarke, 1968年8月14日 - ）は、北アイルランド・ティロン県ダンガノン出身のプロゴルファー。

## プロフィール
2011年の全英オープンゴルフ優勝者。世界ゴルフ選手権シリーズで2勝を挙げている選手で2000年の「アクセンチュア・マッチプレー選手権」と2003年の「NEC招待」で優勝した。主にヨーロッパツアーで活躍している。世界ランキング自己最高位は8位。
1990年にプロ入り。1993年に「アルフレッド・ダンヒル・オープン」でヨーロッパツアー初優勝。1997年にアメリカ代表チームとヨーロッパ選抜チームによる団体戦「ライダーカップ」で、ヨーロッパ代表選手に初めて選出される。以後1999年・2002年・2004年と4度連続でライダーカップに出場。2000年の「アクセンチュア・マッチプレー選手権」決勝戦でタイガー・ウッズを 4 アンド 3 の大差で破って初優勝を飾る。この快挙により、クラークは世界的な知名度を獲得した。この年はヨーロッパツアーで賞金ランキング2位になり、賞金王争いでリー・ウエストウッド（イギリス）に僅差で競り負ける。2003年の「NEC招待選手権」で世界ゴルフ選手権シリーズに2勝目を挙げた。
2006年8月13日、クラークは夫人を乳癌で亡くした。その不幸を乗り越えて、2008年度のヨーロッパツアーで「BMWアジアン・オープン」（4月末）と「KLMオープン」（8月末）の2大会に優勝した。彼のゴルフツアー優勝は、2005年の三井住友VISA太平洋マスターズ以来3年ぶりで、欧州ツアーでは2003年9月の「北アイルランド・マスターズ」以来5年ぶりとなる。
クラークはプロゴルフ界の中でも、奔放なキャラクターの選手として人気が高い。また、日本が大好きな選手としてもよく知られる。1997年に初来日し、2001年の「国際招待ゴルフ・中日クラウンズ」で日本ツアー初優勝を飾り、2004年と2005年の「三井住友VISA太平洋マスターズ」で大会2連覇を達成した。
2016年に開催される第41回ライダーカップの欧州キャプテンとして任命した。

## ツアー優勝歴

### 欧州PGAツアー
- 1993年：ベルギー・オープン
- 1996年：ジャーマン・マスターズ
- 1998年：ベンソン&ヘッジス・インターナショナル・オープン、ボルボ・マスターズ
- 1999年：イングリッシュ・オープン
- 2000年：WGCマッチプレー、イングリッシュ・オープン
- 2001年：ヨーロピアン・オープン
- 2002年：イングリッシュ・オープン
- 2003年：NEC招待
- 2008年：BMWアジアンオープン、KLMオープン
- 2011年：イベルドローラ・オープン、全英オープン

### 日本ツアー
- 中日クラウンズ（2001年）
- 三井住友VISA太平洋マスターズ（2004年、2005年）

### サンシャインツアー
- 2001年：ディメンションデータ・プロアマ

### PGAツアーチャンピオンズ
| Legend                         |
| Senior major championships (1) |
| Other PGA Tour Champions (3)   |

| No. | Date        | Tournament                       | Winning score         | 2位との差 | 2位(タイ)                  |
| --- | ----------- | -------------------------------- | --------------------- | --------- | -------------------------- |
| 1   | 1 Nov 2020  | TimberTech Championship          | −17 (69-62-68=199)    | 1 stroke  | Jim Furyk, Bernhard Langer |
| 2   | 23 Jan 2021 | 三菱電機選手権                   | −21 (63-68-64=195)    | 2 strokes | Retief Goosen              |
| 3   | 19 Sep 2021 | サンフォード・インターナショナル | −12 (63-70-65=198)    | Playoff   | K. J. Choi, Steve Flesch   |
| 4   | 24 Jul 2022 | 全英シニアオープン               | −10 (65-67-69-69=270) | 1 stroke  | Pádraig Harrington         |